# Beersheba Springs
Beersheba Springs – miasto w Stanach Zjednoczonych, w stanie Tennessee, w hrabstwie Grundy.